# Морган, Джулия
Джулия Морган (англ. Julia Morgan; 20 января 1872 года, Сан-Франциско, США — 2 февраля 1957 года, там же) — американский архитектор.
Стала первой женщиной, принятой на архитектурный факультет в Парижскую национальную высшую школу изящных искусств, и первой женщиной с лицензией архитектора в Калифорнии. Автор архитектурных проектов более 700 зданий в Калифорнии.
Наиболее известный проект, над которым она работала с 1919 по 1947 год — Херст-касл.

## Биография
Родилась в семье Чарльза Билла Моргана и Элизы Вудленд Пармели Морган в Сан-Франциско 20 января 1872 года. Была второй из пяти детей. Мать Джулии, Элиза, росла избалованной дочерью торговца хлопком Альберта О. Пармели, миллионера, который финансово поддерживал семью дочери, когда они переехали в Сан-Франциско. Через два года после рождения дочери Морганы пересекли залив Сан-Франциско и поселились в доме, который они построили в Окленде. Хотя Морганы жили на Западном побережье, Элиза поддерживала тесные связи с семьёй родителей. После рождения каждого ребёнка Морганов Пармели отправлял семье деньги на поездку по трансконтинентальной железной дороге, чтобы младенца можно было традиционно крестить в семейной церкви Пармели в Нью-Йорке.
Чарльз Морган, горный инженер из Новой Англии, не преуспел в профессии, поэтому его семья в значительной степени полагалась на материальную помощь Пармели. В 1865 году Чарльз Морган предпринял свое первое предприятие в Калифорнии, купив землю в Санта-Пауле, чтобы бурить нефтяные скважины (что не принесло успеха). Позже он стал соучредителем Shasta Iron Company, которая была распущена в 1875 году как недоходное предприятие. В середине 1878 года Элиза забрала детей в Нью-Йорк, они жили рядом с семьей Пармели в течение года, пока Чарльз работал в Сан-Франциско. В Нью-Йорке Джулия познакомилась со своей старшей кузиной Люси Торнтон, которая была замужем за успешным архитектором Пьером Лебреном. В Нью-Йорке Джулия заболела скарлатиной и несколько недель провела в постели. В результате этой болезни она стала подвержена ушным инфекциям на протяжении всей своей взрослой жизни. Вернувшись в Окленд, Джулия поддерживала связь с Лебреном; он поощрял её желание получить высшее образование.
После смерти Альберта Пармели в июле 1880 года бабушка Джулии по отцовской линии, унаследовавшая состояние мужа, переехала в дом Морганов в Окленде. И мать, и бабушка Джулии были яркими примерами для подражания, обладая благодаря своему богатству значительной властью в семье Морганов.
В 1890 году Джулия окончила среднюю школу в Окленде. По окончании она решила стать профессиональным архитектором и поступила в Калифорнийский университет в Беркли, где изучала инженерное дело, поскольку архитектурной специализации там не было. В университете она была членом женского общества «Каппа Альфа Тета» и часто была единственной женщиной на лекциях по математике, естественным наукам и инженерии. Она училась в Беркли в период профессионального совершенствования женщин, который пришёлся на 1889—1891 годы, в это время женщины основывали союзы и получали доступ к новым сферам деятельности. Во время своей учёбы в бакалавриате Морган помогла создать отделение Ассоциации молодых женщин-христианок (YWCA), что позволило женщинам пользоваться спортивным залом.
Джулия Могран окончила университет в 1894 году, став первой женщиной, получившей степень бакалавра наук в области гражданского строительства в Беркли с отличием. После окончания университета Морган стала членом Ассоциации выпускниц колледжей (ныне Американская ассоциация женщин с университетским образованием).
Одним из преподавателей инженерного дела на выпускном курсе Джулии Морган был архитектор Бернард Мейбек, проектировавший здания, вызывавшие восхищение Морган за их гармоничное включение в окружающую среду. Мейбек стал наставником Морган по архитектуре, кроме неё у него же обучались её однокурсники, Артур Браун-младший, Эдвард Х. Беннетт и Льюис П. Хобарт, он принимал учеников в своём доме в Беркли. Бернард Мейбек посоветовал Морган продолжить учёбу в престижной Национальной высшей школе изящных искусств в Париже, где в своё время занимался и он сам. После окончания Беркли Морган получила годичную профессиональную стажировку у Мейбека, а в 1896 году отправилась в Париж, чтобы подготовиться к вступительному экзамену в Школу изящных искусств. Эта школа никогда ранее не допускала женщин к изучению архитектуры, но в 1897 году эти ограничения были сняты, в основном из-за давления со стороны союза французских художниц, которых Морган характеризовала как «богемных». Во время учёбы в Школе изящных искусств Морган общалась с членами Союза женщин-художниц и скульпторов, группы, которая занималась продвижением женщин творческих профессий. На встречах Морган участвовала в обсуждении планов увеличения влияния женщин в профессиональной среде.
Поступление в Школу стало для Джулии Морган непростым испытанием. В неё принимала 30 лучших кандидатов. Морган потребовалось три попытки, чтобы быть зачисленной: в первый раз она получила слишком низкую оценку, во вторую, в 1898 году, хотя она и попала в первую тридцатку, экзаменаторы «произвольно занизили» её оценки. После более чем годичного дополнительного обучения под руководством Франсуа-Бенжамена Шоссемиша, лауреата Римской премии, в третий раз сдав вступительные экзамены, она заняла 13-е место из 376 претендентов, и была зачислена. Однако она могла учиться только до своего 30-летия, так как Школа не допускала к обучению студентов старшего возраста. В начале 1902 года, когда приближался её день рождения, Морган представила проект дворцового театра. Это принесло ей аттестат по архитектуре, сделав её первой женщиной, получившей его от Школы; Она завершила обучение за три года, хотя обычно на это отводилось пять лет (именно столько времени, например, потребовалось Мейбеку). Она задержалась в Париже достаточно долго, чтобы поработать с Шоссемишем над проектом для Харриет Фиринг, которая заказала дизайн «большого салона» для своей резиденции в Фонтенбло.
Работать Джулия начала под руководством архитектора из Сан-Франциско Джона Гейлена Ховарда, который курировал разработку генерального плана Калифорнийского университета. Её привлекли к работе над несколькими зданиями в кампусе Беркли, она проектировала декоративные элементы для здания Hearst Mining и выполнила один из первых проектов ворот Sather Gate. Она была главным проектировщиком Греческого театра Херста, амфитеатра Калифорнийского университета в Беркли, выходящего на залив Сан-Франциско. Ховард сказал коллеге, что Морган была «превосходным чертежником, которому я почти ничего не плачу, поскольку это женщина». Она копила деньги и планировала начать работать самостоятельно, берясь за важные проекты от других заказчиков.
В 1904 году Морган стала первой женщиной в Калифорнии, получившей лицензию архитектора. Живя в старом семейном доме в Окленде, она открыла собственный офис в Сан-Франциско, где сотрудники знали её как «Дж. М.».
В 1906 году её первый офис был уничтожен пожаром, через год она открыла новый офис на 13-м этаже здания Merchants Exchange по адресу Калифорния-стрит, 465, в самом сердце финансового района Сан-Франциско, где и проработала до конца своей карьеры, вплоть до выхода на пенсию в 1950 году. В 1907 году она начала сотрудничать с Айрой Гувером, бывшим чертежником Ховарда. В фирме Morgan and Hoover они работали вместе до 1910 года. Затем Морган возобновила частную практику.
В апреле 1904 года Морган завершила проект своего первого железобетонного сооружения, El Campanil, 72-футовую колокольню колледжа Миллс в Окленде. Два года спустя El Campanil выдержала землетрясение в Сан-Франциско 1906 года, не пострадав, что помогло Морган укрепить репутацию. За всю свою карьеру Морган, как говорят, построила около 800 зданий, большинство из которых находится в Калифорнии. К ранним работам Морган относится дом «Северная звезда» в Грасс-Вэлли, Калифорния, построенный в 1904—1905 годах по заказу горного инженера Артура ДеВинта Фута и его жены, писательницы и иллюстратора Мэри Халлок Фут.
После разрушительного землетрясения и пожара в Сан-Франциско 1906 года Морган получила множество заказов — спроектировать дома, церкви, офисы и учебные заведения. Важным проектом стала реконструкция знаменитого отеля Fairmont в Сан-Франциско после того, как после землетрясения его интерьеры серьёзно пострадали от пожара. Морган была выбрана благодаря её редким в то время знаниям в области сейсмостойких железобетонных конструкций. Её участие в работе по восстановлению отеля Fairmont, выполненной менее чем за год, принесла ей национальную репутацию «превосходного инженера, инновационного дизайнера и архитектора, а также преданного своему делу профессионала». Сама она говорила:

«Моя работа здесь [в отеле Fairmont] была полностью строительной».
Оригинальный текст (англ.)My work here [Fairmont Hotel] has all been structural.
Резкий рост заказов после калифорнийской катастрофы 1906 года принёс ей и финансовый успех.
Фиби Апперсон Херст, под огромным впечатлением от работ Джулии Морган над отелем Fairmont, рекомендовала её в несколько крупных строительных проектов, включая строительство конференц-центра Ассоциации молодых христиан (YMCA) Асиломар в Пасифик-Гроув, недалеко от Монтерея. Сын Фиби, Уильям Рэндольф Херст, также был под большим впечатлением от работ Морган и после смерти матери поручил её проектирование того, что стало самым крупным и известным проектом в её карьере — Херст-касл на тихоокеанском побережье Калифорнии.
Связь Джулии Морган с семьей Херст продолжалась на протяжении трёх поколений. Её первый проект был заказан этой семьей (Фиби Херст) в 1902 году, когда она вернулась из Франции. Самым известным покровителем Морган стал сын Фиби Херст (она и познакомила их), газетный магнат и коллекционер древностей Уильям Рэндольф Херст. Фиби Херст была главной покровительницей альма-матер Морган — Калифорнийского университета в Беркли. Считается, что это знакомство привело к первому заказу Морган в южном штате от младшего Херста — выполнить проектирование здания Los Angeles Examiner (около 1914 года), проекта в стиле возрождения миссионерской церкви, в котором приняли участие архитекторы Лос-Анджелеса Уильям Дж. Додд и Дж. Мартин Хенкель. Здание расположено на юго-западном углу Бродвея и 11-й улицы в центральном квартале Лос-Анджелеса. После закрытия здания Examiner в 1989 году оно было внесено в Национальный реестр исторических мест, несмотря на возражения корпорации Hearst Corporation, которая рассматривала возможность его сноса. После реставрации, проведённой в 2016 году, здание заняли несколько коммерческих арендаторов, в частности, Университет штата Аризона в 2021 году.
В 1919 году Херст выбрал Морган в качестве архитектора для La Cuesta Encantada, более известного как Херст-касл, который был построен на месте семейного кемпинга с видом на Сан-Симеон в округе Сан-Луис-Обиспо. Морган использовала плитки, многие из которых она спроектировала сама, от California Faience.
Проект Херст-касла оказался самым масштабным и сложным проектом Морган, поскольку видение Херста для своего поместья становилось всё более грандиозным на протяжении десятилетий планирования и строительства. Проект включал в себя «Асьенду» — комплекс резиденций и частных гостевых домов, построенный в смешанном стиле миссионерского возрождения, испанского колониального возрождения (в сотрудничестве с экспертами по испанскому языку Милдред Стэпли и Артуром Байном) и мавританского возрождения. Он располагался в дне езды верхом от Херст-касла, рядом с миссией Сан-Антонио-де-Падуа, недалеко от Холона, Калифорния. Работа Морган над «Замком» и ранчо Сан-Симеон продолжалась до 1947 года и была прервана только из-за ухудшения здоровья Херста.
Морган стала главным архитектором Уильяма Рэндольфа Херста, создав проекты десятков зданий, таких как частное поместье Винтун Фиби Херст, унаследованный её сыном. Поместье включает в себя замок и «баварскую деревню» из четырех вилл, все они расположены на 50 000 акров (202 км²) лесного заповедника вдоль реки МакКлауд, недалеко от горы Шаста в Северной Калифорнии. Морган также работала в студии и на площадке для незавершённого проекта Бабикора, ранчо и убежища для крупного рогатого скота Херста площадью 1 625 000 акров (6 580 км2) в Чиуауа, Мексика.
Сотрудничество Джулии Морган с YWCA началось по рекомендации Фиби Херст, в 1913 году она занялась поектом летнего конференц-центра организации в Асиломаре. Конференц-центр Асиломар, который больше не принадлежит YWCA (ныне в ведении штата), до сих пор существует в Пасифик-Гроув. Морган также проектировала для YWCA в Калифорнии, Юте, Аризоне и на Гавайях.
Пять зданий YWCA были спроектированы Морган в Южной Калифорнии. Здание YWCA в районе гавани Сан-Педро (1918 год) в стиле «крафтсман» сохранилось до наших дней, как и здание клуба Hollywood Studio Club YWCA, построенное в 1926 году. Здание YWCA в Риверсайде, построенное Морган в 1929 году, сохранилось до наших дней, но теперь в нём располагается Художественный музей Риверсайда. «Великолепный дом» YWCA в Пасадене был приобретён городом в 2010 году для реставрации и общественного пользования после нескольких десятилетий упадка. Здание YWCA в стиле итальянского ренессанса, построенное Морган в Лонг-Бич в 1925 году, было снесено.
Морган также проектировала здания YWCA в Северной Калифорнии, в том числе в Окленде и в Чайнатауне Сан-Франциско. Здание YWCA в Сан-Франциско отражает её понимание традиционной китайской архитектуры. Здание было отреставрировано в 2001 году Китайским историческим обществом Америки (CHSA), и сейчас в нём размещается Музей и учебный центр Китайского исторического общества Америки.
Морган внесла большой вклад в архитектуру женского колледжа Миллс в предгорьях Ист-Бэй в Окленде. Как и её работа для YWCA, эти работы были сделаны в поддержку расширения возможностей для женщин.
Президент колледжа Миллс, Сьюзен Толман Миллс, заинтересовалась работами Морган в 1904 году, поскольку хотела способствовать развитию карьеры женщин-архитекторов, а также потому, что проекты находящейся в начале своей карьеры Морган стоили дешевле, чем у её коллег-мужчин. Морган спроектировала шесть зданий для кампуса Миллс, включая Эль-Кампаниль, которая считается первой колокольней в кампусе колледжа США. (Эль-Кампаниль не следует путать с Кампаниль, прозвищем башни Сазер, колокольни расположенного неподалёку Калифорнийского университета в Беркли.) Морган участвовала в проектировании частей кампуса Калифорнийского университета в Беркли под руководством Джона Гейлена Говарда, но башня Сазер была спроектирована не ею. Несмотря на то, что Миллс выбрала её для проектирования «Эль Кампаниль» и её академические заслуги, коллеги, такие как Бернард Рэнсом, сын Эрнеста Рэнсома, не доверяли способностям Морган как настоящего эксперта по бетону. Принижение Рэнсомом её способностей привело к снижению доверия к её работе и хвалебным отзывам, завуалированным под гендерную риторику. Например, выступавший на церемонии открытия хвалил «Эль Кампаниль» за то, что она «взращена гением женского ума».
Репутация Морган возросла, когда башня выдержала землетрясение в Сан-Франциско в 1906 году. Колокола башни «были отлиты для Всемирной Колумбийской выставки (Чикаго, 1893) и переданы Миллс попечителем». Этот успех привёл к тому, что Морган стала неофициальным главным архитектором колледжа Миллс на следующие два десятилетия.
Морган также спроектировала библиотеку Маргарет Карнеги (1906), названную в честь дочери Эндрю Карнеги, и дом для китайских девочек Минг Куонг, построенный в 1924 году и купленный для Миллса в 1936 году. В конечном итоге он был переименован в Олдервуд-холл, прежде чем стать школой для девочек Джулии Морган в 2004 году (независимой от колледжа). Морган спроектировала Союз студентов колледжа Миллс в 1916 году. Коттедж Капиолани Морган служил лазаретом, жильем для преподавателей и административными офисами. Морган также спроектировала оригинальный спортзал и бассейн, которые позже были заменены чайным магазином и площадью Сюзанны Адамс.
С 1922 по 1925 год Морган работала над проектом женского дома престарелых в Сан-Франциско. Сегодня в этом здании по адресу Лагуна-стрит, 3400, располагается организация Heritage on the Marina. Здание Джулии Морган управляется Обществом защиты и помощи женщинам Сан-Франциско, одной из первых благотворительных организаций Калифорнии, основанной ещё в 1853 году.
Своим лучшим зданием в стиле «крафтсман» она сама считала пресвитерианскую церковь Святого Иоанна в Беркли, Калифорния. Сейчас это театр Беркли.
Морган принадлежат проекты часовни «Колокольный звон» в Окленде; расположенного неподалёку кирпичного многофункционального здания по адресу Пьемонт-авеню, 4021; святилища пресвитерианской церкви Оушен-авеню по адресу Оушен-авеню, 32, Сан-Франциско (где также собирается церковь Mission Bay Community Church) и большого городского клуба Беркли, расположенного рядом с кампусом Калифорнийского университета. Морган спроектировала дом для хозяек YWCA времён Первой мировой войны в Пало-Альто (1918), позже ставший рестораном MacArthur Park.
Некоторые проекты жилых домов Морган, большинство из которых расположены в районе залива Сан-Франциско, представляют собой великолепные бунгало. Этот стиль часто ассоциируется с работами архитектурной фирмы «Грин и Грин», а также некоторых других современников и наставников Морган. Здания представляют собой образцы движения «Искусства и ремёсла» и архитектурного стиля American Craftsman. Несколько домов находятся на Русском холме в Сан-Франциско. Одним из первых жилых проектов Морган стала реконструкция и завершение строительства поместья Асьенда-дель-Посо-де-Верона Фиби Херст в Плезантоне в средиземноморском стиле и стиле калифорнийской миссии. В 1908 году Морган спроектировала резиденцию Джеймса Генри Пирса по адресу Аламеда, 1650, в Сан-Хосе, с использованием редкой калифорнийской древесины.
Морган спроектировала два дома в округе Монтерей, штат Калифорния. Один из них, 1915 года, — это «Маленький коттедж речных ветров» по адресу: улица Кармело, 26184, Кармел-Пойнт, за пределами городской черты Кармел-бай-те-Си Другой — «Дом доктора Эммы У. Поуп» по адресу: улица Фрэнсиска, 2981, на склоне холма с видом на миссию Кармел. Он был построен в 1940 году в стиле минимализма для доктора Эммы Уитман Поуп, которая дружила с Морган ещё со студенческих лет в Калифорнийском университете в Беркли.
Морган пользовалась большой известностью как архитектор, но о её личной жизни известно немного. Она никогда не была замужем и не имела известных романтических отношений. Она вела сдержанный образ жизни и жила скромно, несмотря на богатую клиентуру. Коллеги и знакомые удивлялись её скромному вкусу; один из коллег даже сказал, что Морган одевалась как «никто». Морган давала мало интервью и не писала о себе. В ранних её интервью использовалась гендерная риторика для описания её достижений, а первые газетные статьи освещали её успехи в Школе изящных искусств. После этого она почти не давала интервью и соглашалась только на статьи, посвящённые её работе, чтобы укрепить свою репутацию. Она работала не покладая рук, ограничивая себя во сне и питании.
Морган была очень независимой. Во время первого года учёбы в Париже родители выделили ей фонд на все расходы. Но даже когда у неё заканчивались деньги, она никогда не просила у семьи дополнительных средств, а вместо этого научилась жить в условиях ограниченного бюджета. Этот опыт дал ей чёткое понимание того, как эффективно распоряжаться деньгами, что помогло ей стать успешной бизнес-леди после открытия собственной практики и сосредоточиться на том, чтобы её проекты не выходили за рамки бюджетов клиентов.
Одной из немногих общественных наград, которые она приняла, стала почётная степень доктора права Калифорнийского университета в Беркли, высшая награда, присуждённая ей 15 мая 1929 года как: «выдающейся выпускнице Калифорнийского университета, художнику и инженеру; создательнице простых жилищ и величественных домов, великих зданий, благородно спроектированных для содействия централизованной деятельности её сограждан; архитектору, чьи гармония и восхитительные пропорции радуют глаз и умиротворяют душу».
Заинтригованная пробелами в биографии Джулии Морган, Белинда Тейлор написала в 2012 году пьесу «Становление Джулии Морган», в которой придумала правдоподобную историю её жизни.
Джулия Морган ушла из жизни 2 февраля 1957 года в Сан-Франциско, штат Калифорния, в возрасте 85 лет. Она была похоронена на кладбище Маунтин Вью на холмах Окленда.

## Память
В 1995 году бальный зал здания Merchants Exchange в Сан-Франциско, где с 1907 по 1950 год располагался её офис, был назван бальным залом Джулии Морган.
В 1999 году резиденция в стиле средиземноморского возрождения в Сакраменто, штат Калифорния, построенная в 1918 году для Чарльза Гёте, была переименована в Дом Джулии Морган и внесена в Национальный реестр исторических мест в 1982 году.
В 2006 году была опубликована детская иллюстрированная книга под названием «Джулия Морган построила замок», которая доступна во многих публичных библиотеках.
28 мая 2008 года губернатор Калифорнии Арнольд Шварценеггер и первая леди Мария Шрайвер объявили о включении Джулии Морган в Калифорнийский зал славы в Калифорнийском музее истории, женщин и искусств в Сакраменто. Церемония принятия состоялась 15 декабря, и эту награду для Джулии Морган приняла её внучатая племянница.
В 2014 году Джулия Морган была посмертно награждена Золотой медалью Американского института архитектуры, она стала первой женщиной-архитектором, удостоенной этой чести.

## Галерея

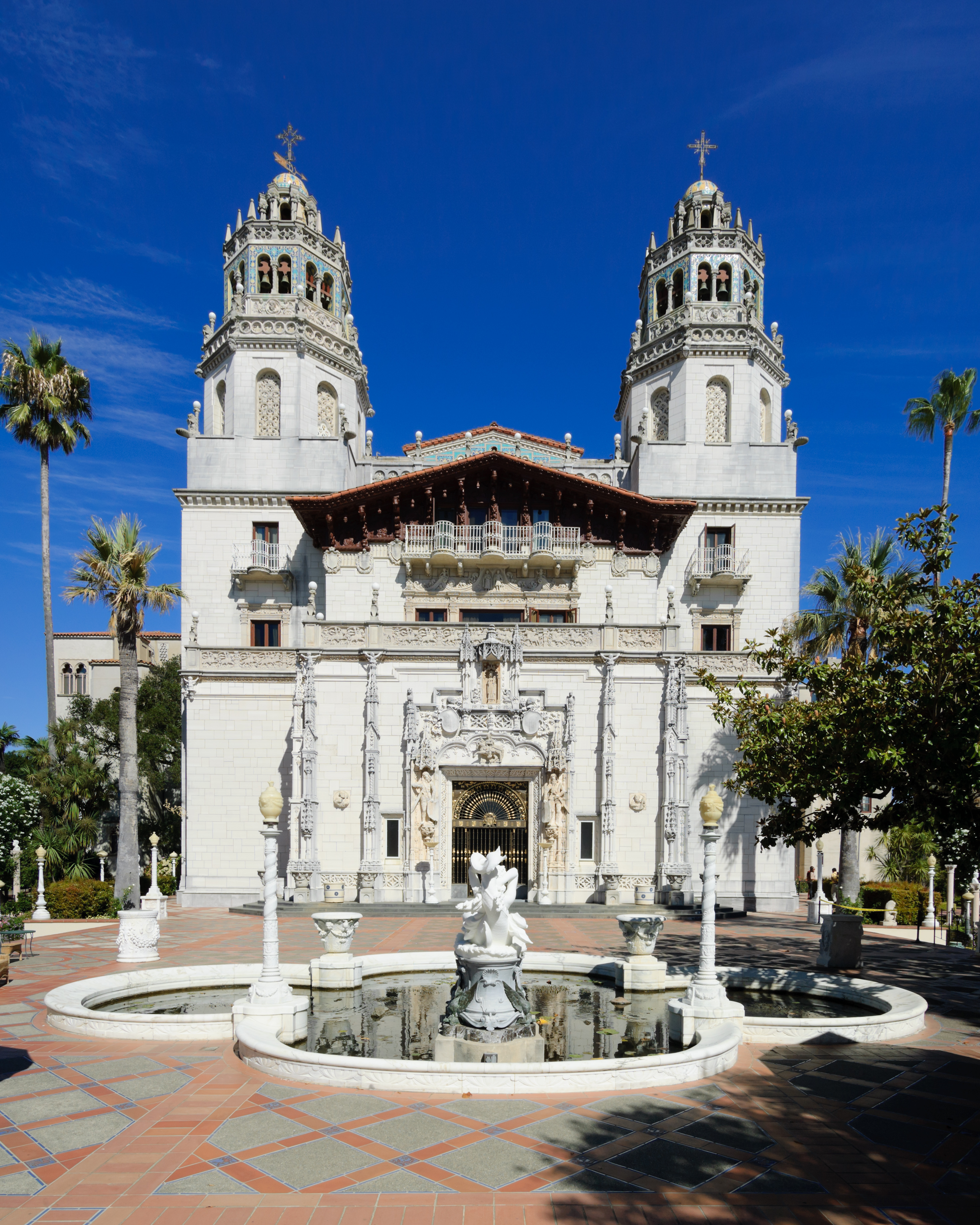
Херст-касл. Фасад
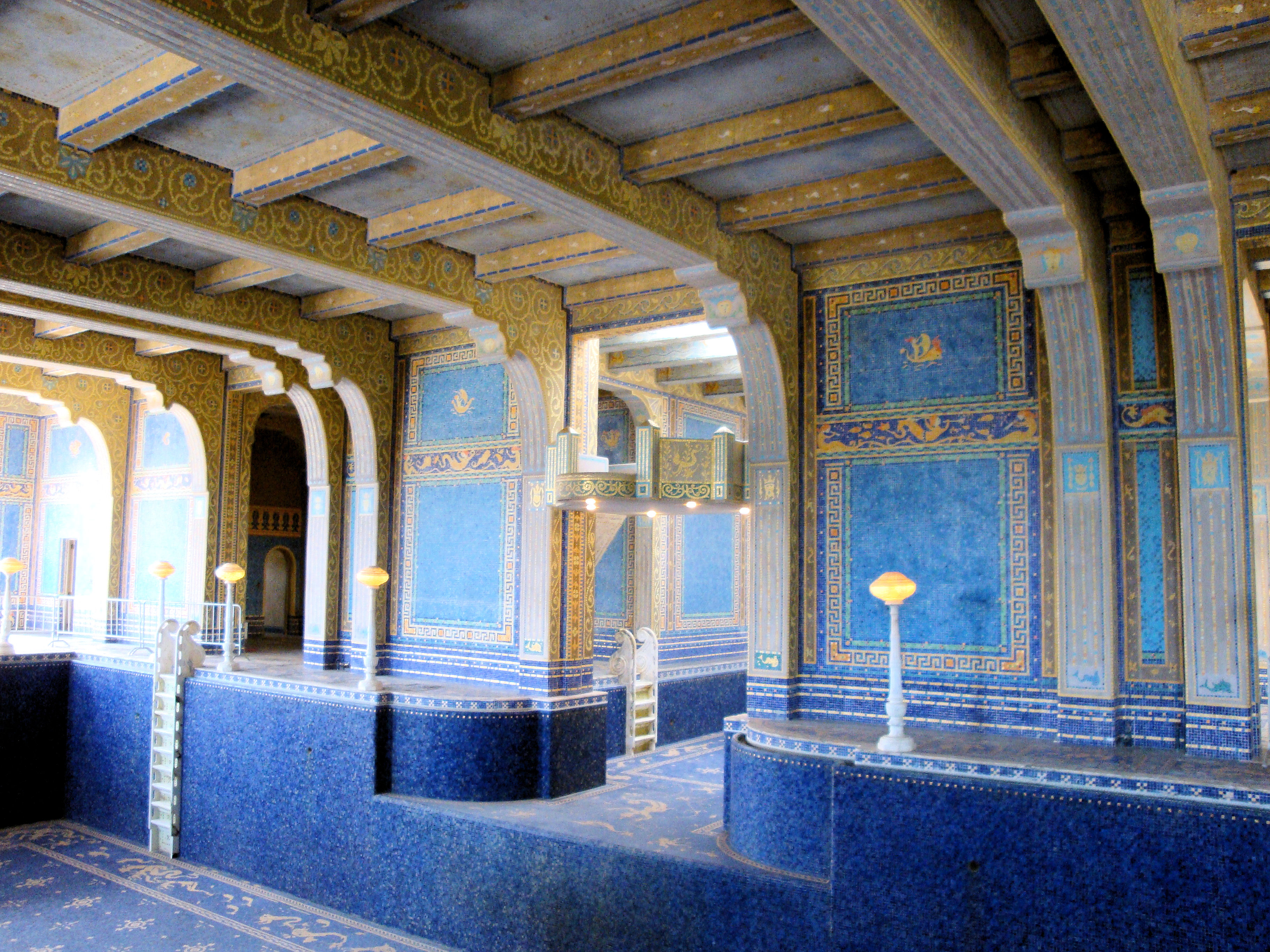
Крытый римский бассейн на территории Херст-касла
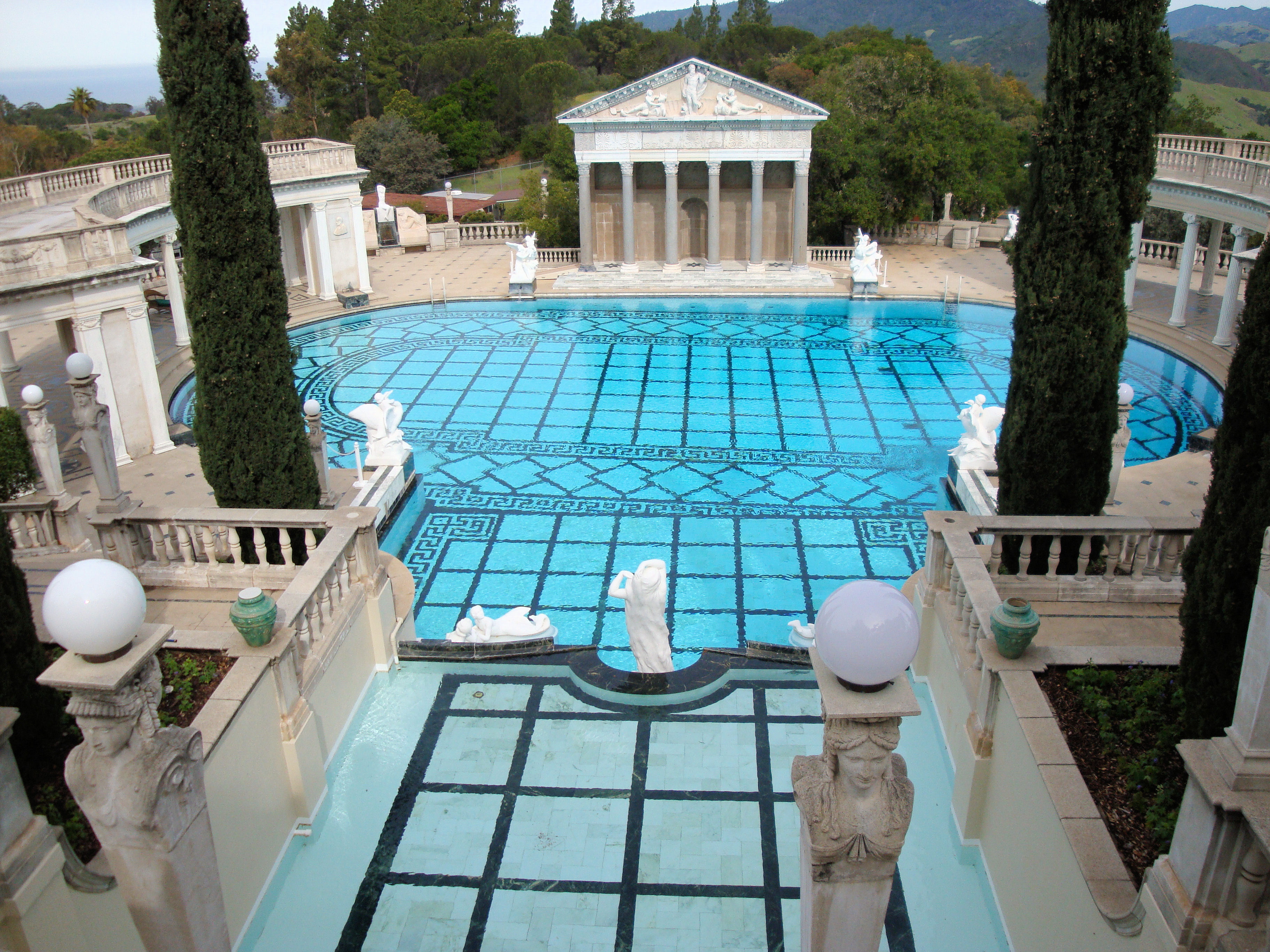
Вид на открытый бассейн Нептуна в Херст-касле